# Иван Кремов
Иван Иванов Кремов е български народен певец от Тракийската фолклорна област – Котленския край, също учител и поет.

## Биография
Роден е на 2 март 1931 г. в село Жеравна, общ. Котел. Пръв открива певческия му талант неговият учител Данаил Константинов, автор на станалата антикварна рядкост монография за Жеравна. Първото публично изпълнение на Кремов е на 24 май 1944 г., празника на славянската писменост. Тогава е на тринадесет години. Така започва неговият път: солист в гимназиалния хор в Котел; солист на хора в поделението, където служи; солист на Ансамбъла на трудовите войски. През 1954 г. за пръв път се качва на професионална сцена. Изнася над 15000 концерта в 17 държави заедно с малки вокални групи.
Той е първият учител по народно пеене в Музикалното училище в град Котел.
Иван Кремов притежава мощен баритон, изравнен в целия регистър, с който ценителите на фолклора свързват песни като: „Индже на Гочо думаше“, „Жеравна в огън гореше“, „Доде си Паньо пашата“, „Пера се продават“. Много от неговите изпълнения са в Златния фонд на БНР, издадени са на грамофонни плочи, а през 2006 година е издаден компактдискът „Песните на Иван Кремов“, който е компилация от най-известните му песни.
През 1983 г. БНТ излъчва филма на Ласка Минчева „Иван от Жеруна“.
През 1993 г. пише стихосбирката „Жерави над Жеравна“.
Иван Кремов е автор на стихосбирката „Вричане в обич“.
През 2013 г. е удостоен със званието „Почетен гражданин на град Котел“.
Над 20 години Иван Кремов е неподвижен заради парализа, причинена от инсулт. Заболяването не позволява на певеца да пее и твори до края на живота си.
Умира на 2 януари 2015 година в София.

## Дискография
| Година | Албум                                           | Вид | Издател         | Каталожен номер |
| ------ | ----------------------------------------------- | --- | --------------- | --------------- |
| 1971   | „Котленски народни песни изпълнява Иван Кремов“ | ЕP  | Балкантон       | ВНМ 6205        |
| 1976   | „Иван Кремов“/ „Мария Лешкова“                  | LP  | Балкантон       | ВНА 2010        |
| 2006   | „Песните на Иван Кремов“                        | CD  | Sunrise Marinov | SM 0172 – 2     |